# Quincy Miller
Quincy Cortez Miller Scott (Chicago, Illinois, 18 de noviembre de 1992) es un jugador de baloncesto estadounidense que juega en las filas del San Miguel Beermen de la East Asia Super League. Con 2,06 metros de estatura, juega en la posición de alero.

## Trayectoria deportiva

### Universidad
Jugó una única temporada con los Bears de la Universidad Baylor, en las que promedió 10,6 puntos, 4,9 rebotes y 1,4 asistencias por partido. Fue elegido esa temporada como novato del año junto a Le'Bryan Nash, e incluido en el mejor quinteto de rookies de la Big 12 Conference.

### Profesional
Fue elegido en la trigésimo octava posición del Draft de la NBA de 2012 por Denver Nuggets, con los que debutó el 16 de diciembre ante Sacramento Kings, logrando un punto y una asistencia. Antes de ello había sido asignado a los Iowa Energy de la NBA Development League, alternando desde entonces su participación en ambos equipos.
El 17 de enero de 2015 firmó un contrato por diez días con los Sacramento Kings.

#### Serbia
Quincy causa un gran impacto en su primera temporada en Europa con el Estrella Roja, siendo elegido en el Segundo Quinteto de la Euroliga, gracias a sus 14,1 puntos, 5,7 rebotes, 14,8 de valoración e innumerables highlights.

#### Israel
En 2016, firma por el Maccabi Tel Aviv israelí.

#### Europa
El 28 de julio de 2017, firma por dos años con el club alemán Brose Bamberg, pero el 20 de noviembre rescinde su contrato tras un encuentro.

#### Portugal
El 23 de diciembre de 2020, firma por el  Sport Lisboa e Benfica de la Liga Portuguesa de Basquetebol.

#### Uruguay
El 26 de agosto de 2021, firma por el Club Nacional de la Liga Uruguaya de Básquetbol.

#### Asia
En agosto de 2022, firma por los Converge FiberXers de la Philippine Basketball Association (PBA), para la PBA Commissioner's Cup.
El 29 de agosto de 2023, firma por los TNT Tropang Giga de la Philippine Basketball Association (PBA) de cara a la East Asia Super League, y la PBA Commissioner's Cup.
En diciembre de 2023 firma por el Toyama Grouses de la B.League japonesa.
En septiembre de 2024 firma por el San Miguel Beermen de la East Asia Super League.

## Estadísticas de su carrera en la NBA

### Temporada regular
| Año     | Equipo     | PJ | PT | MPP  | %TC  | %3P   | %TL  | RPP | APP | ROB | TPP | PPP |
| ------- | ---------- | -- | -- | ---- | ---- | ----- | ---- | --- | --- | --- | --- | --- |
| 2012-13 | Denver     | 40 | 0  | 12.3 | .333 | 1.000 | .571 | 2.3 | .4  | 1.1 | .0  | 3.6 |
| 2013-14 | Denver     | 52 | 16 | 15.2 | .367 | .319  | .709 | 2.8 | .5  | .4  | .6  | 4.9 |
| 2014-15 | Sacramento | 6  | 0  | 10.2 | .222 | .143  | .727 | 2.0 | .5  | 1.0 | .5  | 2.8 |
| 2014-15 | Detroit    | 4  | 0  | 14.5 | .250 | .182  | .000 | 2.0 | 1.3 | .3  | .5  | 5.0 |
| Total   | Total      | 69 | 16 | 13.5 | .350 | .292  | .706 | 2.4 | .5  | .4  | .5  | 5.3 |